# Cimbro (Vergiate)
Cimbro (Cimber in dialetto varesotto) è una frazione del comune italiano di Vergiate posta a nordest del centro abitato. Costituì un comune autonomo fino al 1869, quando venne aggregata al comune di Mornago. Due anni dopo la frazione fu staccata dal comune di Mornago ed aggregata a Vergiate.

## Storia
Fu un antico comune del Milanese.
Registrato agli atti del 1751 come un borgo di circa 155 abitanti, nel 1786 Cimbro entrò per un quinquennio a far parte dell'effimera Provincia di Varese, per poi cambiare continuamente i riferimenti amministrativi nel 1791, nel 1798 e nel 1799. Alla proclamazione del Regno d'Italia nel 1805 risultava avere 192 abitanti. Nel 1809 fu soppresso con regio decreto di Napoleone ed annesso a Cuvirone, a sua volta aggregato a Vergiate nel 1811. Il Comune di Cimbro fu quindi ripristinato con il ritorno degli austriaci, e l'abitato risultò essere popolato da 298 anime nel 1853, salite a 359 nel 1861. La soppressione dell'autonomia comunale giunse infine nel 1869 su decreto di Vittorio Emanuele II, che decise stavolta l'unione con Mornago, ma dopo soli due anni si risolse di riproporre l'antico modello napoleonico, riportando la località sotto Vergiate.

## Cultura

### Eventi
Ogni anno, a metà settembre, si svolge il Palio Cimbrese che vede i quattro rioni del paese cimentarsi in sfide sportive e giochi di vario genere.

## Geografia
Cimbro è situato vicino al torrente Strona (affluente del Ticino), ancora oggi infatti sono presenti alcuni mulini.
Cimbro  è situato a nord est del Comune di Vergiate, in una zona collinosa ricca di prati e boschi.